# هاوگسون
هاوگسون  یک محدودهٔ شهرداری در شهرستان هاگالاند در استان روگالاند در کشور نروژ است. شهرداری هاوگسون در ورودی شمالی تنگهٔ کارمسوند، واقع شده‌است. شهرداری هاوگسون شامل بخش خشکی در مجاورت باریک‌ترین قسمت تنگهٔ کارمسوند، است؛ که به سمت شمال، تا مرز استان سابق هوردالاند (در سال ۲۰۲۰ میلادی با استان سون او فیوردانه، ادغام شده‌است)، پیش می‌رود. شهرداری هاوگسون شامل جزایر واقع در تنگه کارمسوند، (Vibrandsøya , Hasseløya Risøya و بیشتر) و مجمع الجزایر Røvær در دریا در حدود ده کیلومتری غرب مرکز شهر نیز می‌باشد. شهر هاوگسون ۷۲٫۶۸ کیلومترمربع مساحت و ۳۶٬۵۳۸ نفر جمعیت دارد.

## جمعیت
پس از احراز رتبهٔ شهری و تأسیس شهرداری هاوگسون، در سال ۱۸۵۵ میلادی، شهر به شدت رشد کرد. تنها طی یک سال، یعنی ازسال ۱۸۵۵ تا ۱۸۵۶ جمعیت شهر، از ۱۰۶۶ به ۳۲۰۰ نفر رسید. در سال ۱۹۵۸ محدودهٔ شهرداری هاوگسون گسترش یافت و با بعضی از مناطق مسکونی مجاور، ادغام شد. در نتیجهٔ این گسترش و ادغام، جمعیت محدودهٔ شهرداری هاوگسون از ۲۰ هزار نفر فراتر رفت. در سال ۱۹۶۰ هاوگسون ۲۷٬۳۶۵ نفر جمعیت داشت. از آن به بعد تا حدود سال ۱۹۹۰ تعداد جمعیت شهر، تقریباً ثابت بود. اما از سال ۱۹۹۰ به بعد، بار دیگر رشد جمعیت شهر شتاب پیدا کرد. در سال ۲۰۱۱ تعداد اهالی شهر هاوگسون از ۳۵ هزار نفر عبور کرد.
رشد گاه نسبتاً ضعیف جمعیت در محدودهٔ شهرداری هاوگسون عمدتاً نتیجه قوانین محدودکنندهٔ شهرداری بوده‌است. این قوانین باعث شده، بخش بزرگی از ساخت و ساز مسکن در خارج از محدودهٔ شهر انجام شود. این موضوع از ارقام مربوط به جمعیت در شهرک‌های اطراف روشن است. این شهرک‌ها که تنگاتنگ محدودهٔ شهرداری رشد کرده‌اند، شامل شهرک‌های اطراف شهرداری کارموی نیز می‌شوند. رشد جمعیت در شهرکهای اطراف، از زمان تأسیس راه ارتباطی، در سال ۱۸۵۴، تقریباً بی وقفه بوده‌است. در سال ۲۰۱۶ میلادی ۴۴٬۵۳۶ نفر ساکن این شهرک‌ها بوده‌اند.
در سال ۲۰۱۶، بیش از ۹۷ درصد از جمعیت محدودهٔ شهرداری هاوگسون، در حومهٔ شهر زندگی می‌کردند.

## معیشت
اساس درآمد اقتصادی هاوگسون بر دریا استوار شده‌است. ماهیگیری و دریانوردی به تدریج گسترش یافته و شهر را به یک مرکز صنعتی، تجاری و خدماتی تبدیل کرده‌است. در حال حاضر هاوگسون از نظر صنایع دریایی، فعالیت تجاری و خدماتی، برای شمال استان روگالاند و کل شهرستان سانهوردلند، اهمیتی بی بدیل دارد.
پس از خدمات عمومی، اجتماعی و خصوصی، که در مجموع ۴۰ در صد از اشتغال، در سال ۲۰۱۶ میلادی را در محدودهٔ شهرداری هاوگسون شامل شده؛ فروش اجناس، خدمات هتل و رستوران، ۲۰ درصد از نیروی فعال کار را به خود اختصاص می‌دهند. ۱۲ در صد از شاغلین در بخش تجارت یا ارائه خدمات خصوصی فعالیت می‌کنند. ۱۲ در صد در صنایع مشغول هستند. اگر صنایع راه و ساختمان و تولید نیرو، تأمین آب آشامیدنی و دفع زباله را نیز بر آن بی افزاییم، این سهم به ۲۰ درصد می‌رسد. ۵ در صد باقی، در امور حمل و نقل و انبار داری، به خصوص کشتیرانی، اشتغال دارند.
بخش غالب دراقتصاد صنایع در محدوده شهرداری هاوگسون و توابع آن، مهندسی ساختارهای صنعتی است. ۸۷ درصد از کارکنان صنایع شهر، در رشتهٔ تولید ساختارهای صنعتی فعال هستند. از این تعداد، در سال ۲۰۱۵ میلادی ۷۶ درصد در تولید کشتی و سکوی نفتی مشغول به کار بوده‌اند. بزرگترین شرکت موجود در محدودهٔ شهرداری هاوگسون، آیبل نام دارد. شرکت آیبل یک شرکت سهامی است که بیشتر در زمینهٔ تولید و مراقبت از سکوهای نفت و گاز فعالیت می‌کند. به غیر از صنایع بزرگ ساخت کشتی و سکوی نفتی، در محدودهٔ شهرداری، می‌توان از صنایع تولید و بسته‌بندی مواد خوراکی و طراحی نام برد که به ترتیب ۸ و ۲ در صد از اشتغال در صنایع شهر را شامل می‌شوند.
شهر هاوگسون، مرکز تجاری، شهرستان هاگالاند، بخش بزرگی از شهرستان ریفیلکه و شهرستان سانهوردلند و قسمت جنوبی منطقهٔ هاردانگر است.

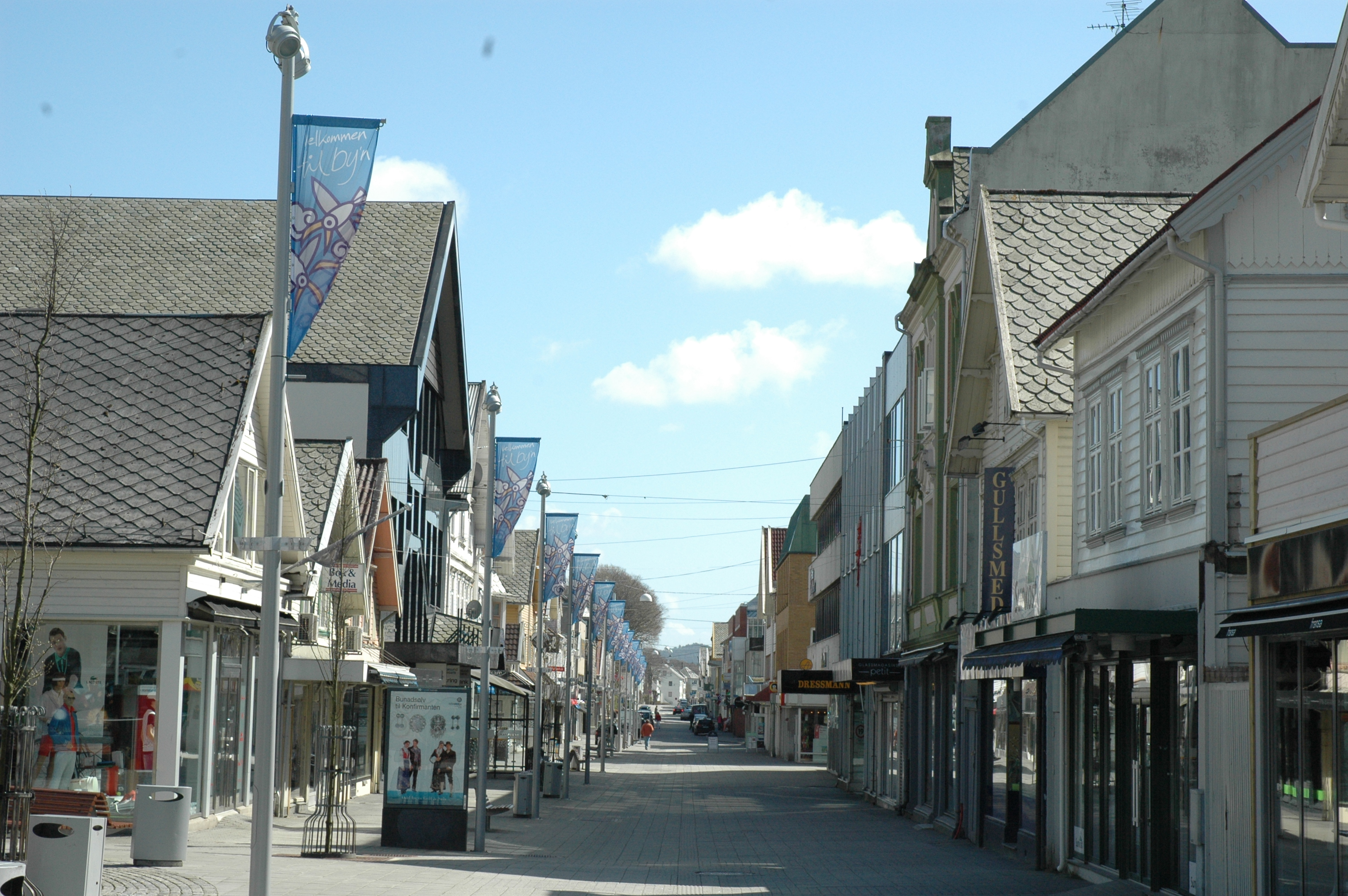
دفترها، فروشگاها ی تجاری و مراکز خدماتی و تفریحی به‌طور عمده در مرکز شهر هاوگسون واقع شده‌اند.

دفترها، فروشگاه‌ها ی تجاری و مراکز خدماتی و تفریحی به‌طور عمده، در مرکز شهر هاوگسون واقع شده‌اند. یک بندر کوچک که در گویش محلی به آن بندر داخلی می‌گویند، بخشی از مرکز شهر است. به غیر از فعالیت تجاری در مرکز شهر که تا حدودی جنبه سنتی دارد، مراکز خرید بزرگ و سرپوشیده ای در اطراف شهر وجود دارند.
بندر هاوگسون همراه با بنادر در کارموی، بوکن و اِسوِیو از طریق یک شرکت رسمی و فراشهری بنادر، IKS، اداره می‌شود که یکی از بزرگترین شرکت‌های بندری، در کل کشور نروژ، از نظر تعداد تماس و حجم کالا است. در اسکلهٔ آبهای عمیق در خارج از شهر در جزیره Risøy، کشتی‌ها بزرگتر می‌توانند پهلو بگیرند. در اینجا تجهیزات و امکانات سردخانه و انبار کالا نیز در نظر گرفته شده‌است.
بندر ماهیگیری کارمسوند، در کارموی یک بندر ماهیگیری بین شهری است که در محدودهٔ شهرداری کارموی روی جزیرهٔ کوچکی تأسیس شده‌است. وجود این بندر، سهم مهمی در جایگاه کارموی، بعد از اَیْگِرسوند، به عنوان دومین تحویل دهندهٔ صید محصولات دریایی به خشکی، در استان روگالاند، داشته‌است. در سال ۲۰۱۵ میلادی، با تحویل صیدی به ارزش بی واسطهٔ ۵۹۰٬۳ میلیون کرون نروژ، کارموی به تنهایی ۱/۳ صید کل استان روگالاند را به مراکز تولید محصولات دریایی، تحویل داده‌است.
شهر هاوگسون، همچنین از سال ۱۸۹۵ میلادی، دارای یک روزنامهٔ محلی به نام خود شهر بوده‌است. در سال ۲۰۱۵ شمارگانِ روزانهٔ نسخهٔ کاغذی روزنامهٔ (هوگسوندآویس) ۱۹۰۷۹بوده‌است. تردد روزانه به داخل محدودهٔ شهرداری هاوگسون، بسیار زیاد است. در سال ۲۰۱۶ میلادی ۴۳ در صد افرادی که در داخل شهر کار می‌کردند، در خارج شهر سکونت شبانه داشتند.

## ترابری

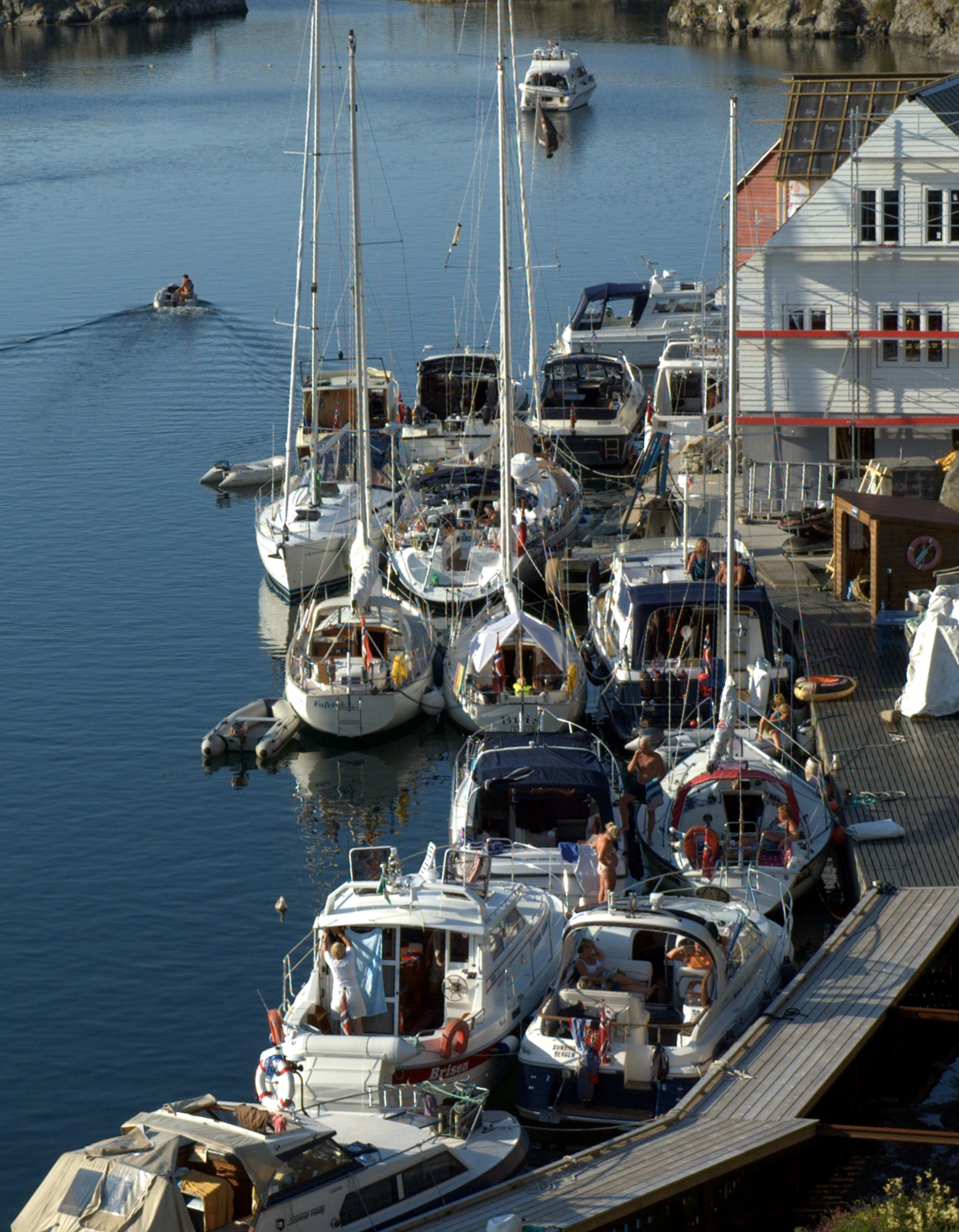
مهمانان تابستانی، در یکی از جزایر نزدیک هاوگسون

راه‌های ارتباط داخلی و جاده‌های ارتباط خارجی هاوگسون خوب است. جادهٔ (اروپا ۱۳۴) پیوند اصلی به سمت شرق است. این جاده، از روی منطقهٔ کوهستانی عبور کرده و به تلمارک و درامن ادامه یافته و به جاده (اروپا ۳۹) در منطقهٔ ساحلی غرب نروژ متصل می‌شود. در سال ۲۰۱۳ شبکهٔ تونل ارتباطی که شامل ۲۰ کیلومتر جاده، در جنوب و شرق شهر است واز جمله، از طریق تونل، از زیر آب در کارمسوند عبور می‌کند، گشایش یافت. این شبکه، باعث کاهش تردد، از روی پل ارتباطی به کارمسوند می‌شود.
هاوگسون دارای یک شبکهٔ گستردهٔ اتوبوس رانی، به مقاصد نزدیک و دور است. شبکهٔ اتوبوس‌رانی هاوگسون، ضمن عبور از مناطق کوهستانی اطراف، و طی مسیرهای طولانی، مسافران را به اسلو، برگن و استاوانگر و دیگر شهرهای کوچک و بزرگ دوردست می‌رساند. هاوگسون همچنین دارای خطوط منظم کشتی‌های مسافربری به جزایر اطراف است.

## تقسیمات اداری و نهادهای عمومی

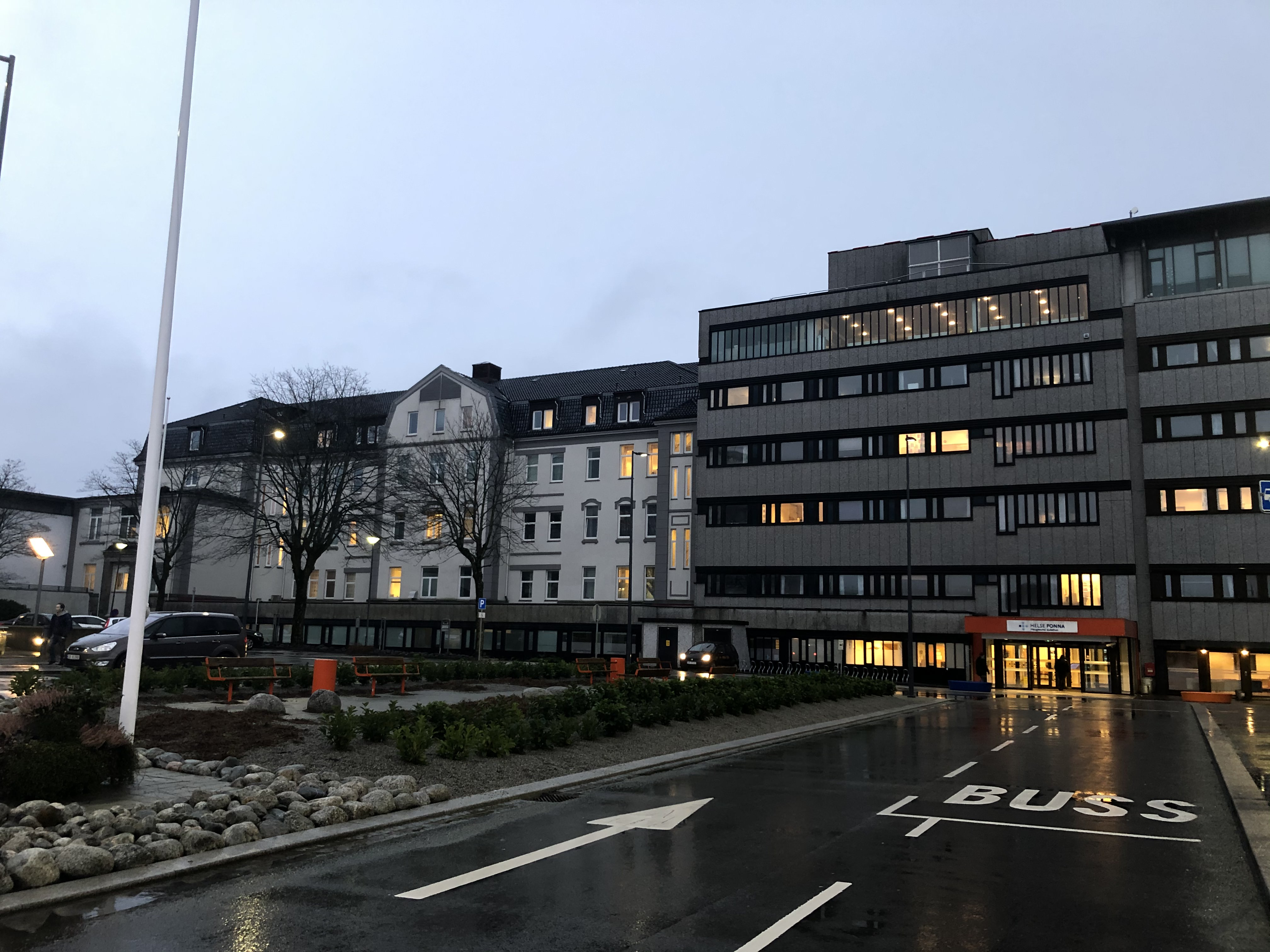
بیمارستان هاوگسون از شمال. در اینجا ورودی اصلی و بخش قدیمی بیمارستان را می‌بینیم.

شهر هاوگسون دارای دو بیمارستان است، یکی بیمارستان بزرگ هاوگسون که بخشی از سازمان بهداشت بوده و دارای تعدادی خدمات بهداشتی تخصصی برای ساکنان در سانهوردلند، ریفیلکه /شمال استان روگالاند؛ و شهرکهای اطراف هاردان‌گرفیورد است. دیگری بیمارستان سهامی روماتیسم، که وابسته به انجمن بهداشت شهر بوده و کوچکتر است.
شهر هاوگسون دارای چند دبیرستان در رشته‌های مختلف تحصیلی و تأسیسات ورزشی و استخر شنای وابسته به آن‌ها است.
هاوگسون دارای یکی از ۵ شعبهٔ مدرسهٔ عالی دولتی (HVL) است که در سال ۲۰۱۷ بعد از ادغام کالج دانشگاه برگن، کالج دانشگاهی سون او فیوردانه و کالج دانشگاهی هاوگسون /استورد تأسیس شده‌است. در حال حاضر فعالیت شعبهٔ هاوگسون روی موضوع بهداشت، چند رشتهٔ مهندسی فنی از جمله، مسائل ایمنی، اقتصاد و مدیریت، متمرکز شده‌است.
دستگاه انتظامی هاوگسون بخشی از پلیس منطقهٔ جنوب غربی کشور است. از نظر قضایی هاوگسون دارای شورای آشتی و دادگاه مقدماتی است و محل دادگاه تجدید نظر شهرستان‌های هاگالاند و سانهوردلند، نیز در شهر هاوگسون واقع شده‌است. از نظر تقسیمات در حوزه نفوذ مذهبی، هاوگسون تابع اسقف‌نشین استاوانگر است. در مورد مطالعات آماری۰ تا سال ۲۰۱۶ هاوگسون به ۹ ناحیه اصلی و در مجموع به ۱۰۲ زیر ناحیه یا ناحیه فرعی، تقسیم شده‌است.

## تاریخ و فرهنگ

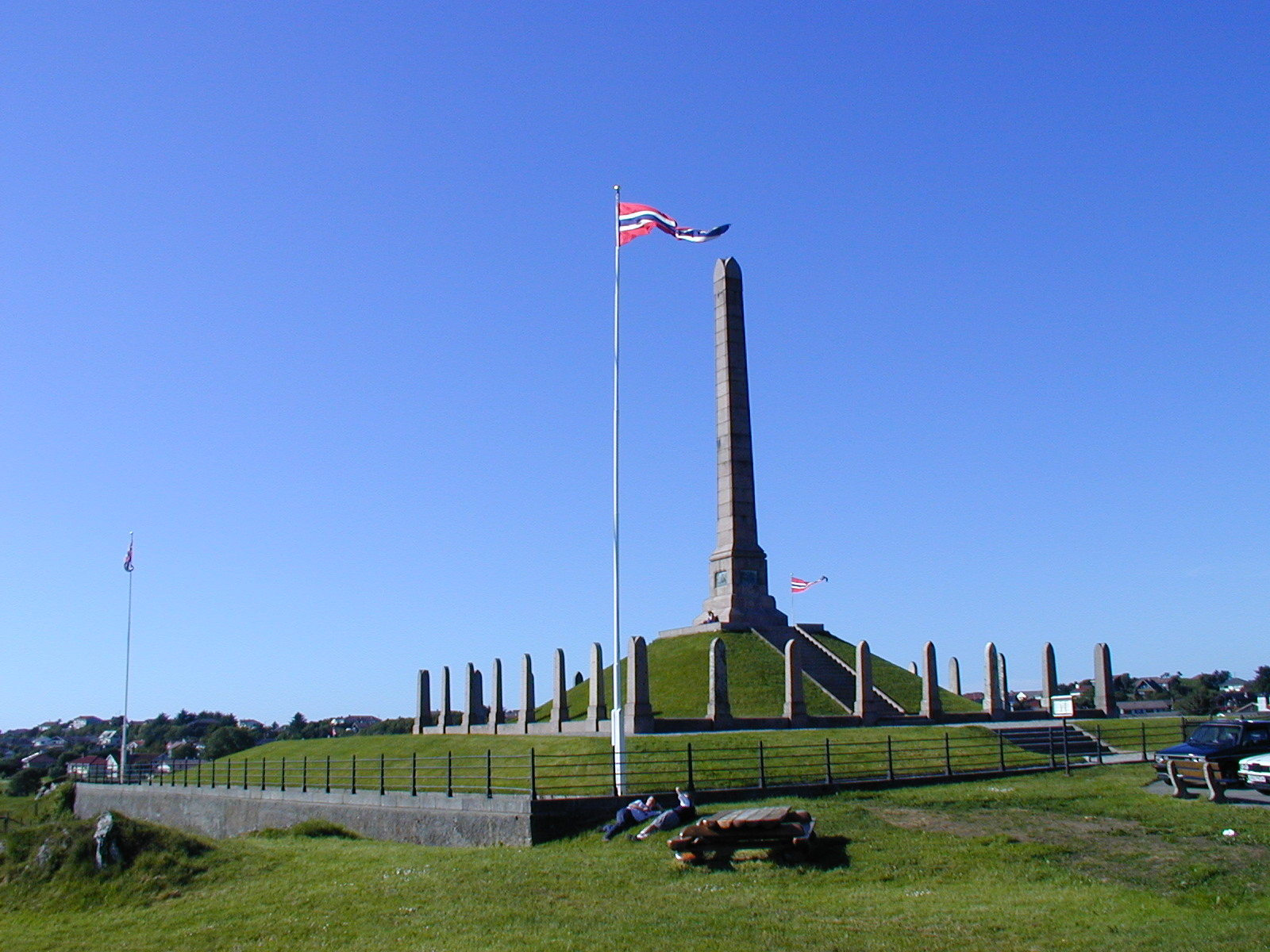
بنای یادبود هارالد زیباموی در ۳ کیلومتری شمال هاوگسون یک محل بازدید معروف، برای گردش گران است. در اینجا دورادور سنگ یادبود اصلی، ۲۹ سنگ یادبود کوچکتر به یاد هر یک از استان‌های سابق نروژ که هارالد با فتح آنها به شکل یک کشور واحد متحد کرد، وجود دارد.

نام هاوگسون از همان دیرباز در حماسهٔ هارالد زیباموی ذکر شده‌است. با این حال، اهمیت تاریخی هاوگسون برمی گردد به سال‌های ۱۷۰۰ میلادی، یعنی زمانی که با کشف بازگشت هر ساله شاه ماهی‌ها به تنگه کارمسوند، هاوگسون، به عنوان یک بندر صید و نمک سود کردن ماهی، اهمیت تجاری پیدا کرد. با گسترش تجارت شاه ماهی، در سال‌های ۱۸۰۰ میلادی، نیاز به وجود یک بندر صادراتی، بین استاوانگر و برگن، آشکار شد. در سال ۱۸۵۴ میلادی، برای نخستین بار هاوگسون، به عنوان یک آبادی یا محل مسکونی، در سرشماری سالانه ثبت شد.
در شمال هاوگسون، در فاصله ۳ کیلومتری از مرکز شهر، بنای یاد بود هارالد زیباموی، واقع شده‌است؛ یعنی کسی که افتخار یک پارچه کردن نروژ، به عنوان یک کشور واحد، طبق روایات افسانه گونه به او نسبت داده می‌شود. بنای شهرداری شهر هاوگسون، از سال ۱۹۳۱ میلادی، در نزدیکی مرکز شهر در سمت جنوب، واقع شده‌است. شهر هاوگسون دارای چند کلیسای قدیمی است. قدیمی‌ترین آنها یک کلیسای هشت ضلعی چوبی است که در سال ۱۸۵۸ ساخته شده‌است. هاوگسون میزبان یک جشنواره بین‌المللی فیلم و اهدا کنندهٔ جایزه آماندا، است. شهر دارای چند موزه و نمایشگاه هنری و آثار نقاشی است. در سمت شرقی شهر، مسیرهای پیاده‌روی و امکانات گردشگری قابل توجهی وجود دارد.

## خواهرخوانده
شهر آمدن (نیدزاکسن) خواهرخواندهٔ هاوگسون هست.